# Miconia roraimensis
Miconia roraimensis är en tvåhjärtbladig växtart som beskrevs av Ernst Heinrich Georg Ule. Miconia roraimensis ingår i släktet Miconia och familjen Melastomataceae. Inga underarter finns listade i Catalogue of Life.